# San Caritone
Caritone (Konya, III secolo – Betlemme, 350) fu un eremita, trasferitosi da Konya alla Palestina, dove fondò un monastero e lì trascorse tutto il resto della sua vita.

## Biografia

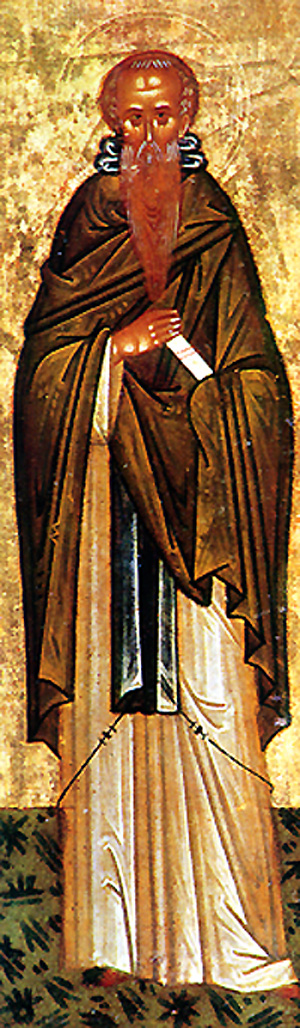
Icona del Santo

Subì in gioventù, sotto l'imperatore Aureliano, persecuzioni e torture fisiche a causa della propria fede cristiana. Intorno alla seconda metà del III secolo, si trasferì, ormai in età matura, in Palestina, nella valle del Cedron vicino a Gerico e lì iniziò a condurre vita eremitica in una grotta. Raggiunto da altri monaci, presto divenne abate di un monastero, al centro del quale costruì una chiesa, luogo d'incontro nel fine settimana per i religiosi che passavano il resto del tempo in contemplazione, in preghiera solitaria e nell'adempimento di piccoli lavori.
Divenuto famoso per la devozione e per i miracoli a lui attribuiti, Caritone fuggì alle folle di postulanti che si accalcavano giornalmente alla sua grotta per rifugiarsi nel deserto di Gerico, ove fondò un altro Lavra, e nuovamente poco distante da Betlemme, dove fondò il monastero della Souka. Di stile di vita oltremodo frugale, seguiva una dieta rigida a base di pane inzuppato con acqua condito con del sale. Già vecchio, poco prima di morire, si allontanò dal monastero per trascorrere i propri ultimi giorni in una caverna solitaria sita sopra a una collina poco lontano dal complesso monastico.
Morì molto vecchio nel 350 e fu seppellito, secondo la tradizione, in una chiesa a forma di grotta.
Il giorno della sua commemorazione ricorre il 28 settembre.

## Leggende devozionali
Si narra che, tornando da un pellegrinaggio a Gerusalemme, Caritone fosse stato assalito da una banda di briganti che lo imprigionarono e lo portarono nel loro covo. Mentre si trovava lì immobilizzato, il santo vide un serpente attorcigliarsi sopra un recipiente e bere il vino che lì era contenuto. I briganti assumendo la bevanda morirono avvelenati, permettendo così al santo di riacquistare la libertà.